# با تو بودن (فیلم ۲۰۱۸)
با تو بودن (انگلیسی: Be with You) یک فیلم عاشقانه محصول کره جنوبی در سال ۲۰۱۸ به کارگردانی لی جانگ-هون و با بازی سو جی سوب و سون یه-جین است. این فیلم بازسازی فیلم ژاپنی ۲۰۰۴ با همین نام است که بر اساس رمانی از تاکوجی ایچیکاوا ساخته‌شده است.

## داستان
سو-آه (سون یه-جین) قبل از فوت، قول باور نکردنی به شوهرش، وو-جین (سو جی سوب) می‌دهد که یک سال بعد در شروع فصل بارندگی برگردد. به طرز معجزه آسایی، او به قول خود عمل می‌کند و دوباره در حضور شوهر و پسرش ظاهر می‌شود، اما او هیچ خاطره ای از گذشته‌ای که همسرش داشته ندارد. متأسفانه، تسکین مجدد آنها کوتاه مدت است، زیرا معلوم می‌شود که سوآه باید در پایان فصل بارندگی خانواده خود را ترک کند.

## بازیگران

### اصلی
- سو جی سوب در نقش جونگ وو-جین[۳]
  - لی یو جین در نقش جوانی جونگ وو-جین
- سو یه جین در نقش ایم سو-آه[۳]
  - کیم هیون سو در نقش جوانی ایم سو-آه

### نقش‌های مکمل
- کیم جی-هوان در نقش جونگ جی-هو 
فرزند وو-جین و سو-آه
- کو چانگ-سوک در نقش هونگ گو
  - به یو-رام [en] در نقش جوانی هونگ گو
- لی جون هیوک در نقش مربی چوی
- سو جونگ یون در نقش مادر سئو-بین

### حضور خاص
- گونگ هیو جین در نقش زنی که لباس هانبوک پوشیده بود.[۴]
- پارک سئو جون در نقش بزرگسالی جی-هو[۴]
- سون یو اون در نقش هیون-جونگ